# Aristida vickeryae
Aristida vickeryae är en gräsart som beskrevs av Bryan Kenneth Simon. Aristida vickeryae ingår i släktet Aristida och familjen gräs. Inga underarter finns listade i Catalogue of Life.